# Le frontiere dell'odio
Le frontiere dell'odio (Copper Canyon) è un film del 1950 diretto da John Farrow.
È un western statunitense con Ray Milland e Hedy Lamarr.

## Trama
Dopo la guerra civile americana, Johnny Carter (Ray Milland) mette a frutto la sua abilità con la pistola intrattenendo il pubblico come tiratore artistico. Gli ex soldati confederati Bill Newton, Jeb Bassett e Scamper Joad vengono a conoscenza di lui e lo avvicinano , scambiandolo per il colonnello sudista Desmond. I tre si rivolgono a Carter per chiedere il suo aiuto. Come ex sudisti, subiscono discriminazioni nella loro città di Coppertown, e hanno difficoltà a commerciare il rame che estraggono dalle miniere. Carter spiega loro che non è Desmond e che non può aiutarli.
A Coppertown, il maresciallo Travis (Macdonald Carey) e il suo vice Laverne sono pagati da un sindacato minerario per impedire ai sudisti di vendere alle fonderie il loro rame. Anche il proprietario della miniera, Mass Balfour, non assume gli ex sudisti memore di un figlio morto in guerra. Pertanto, Theodosius Roberts, cognato del colonnello Desmond, deve trasportare il suo minerale ad una fonderia lontana e i suoi convogli sono spesso attaccati e derubati. Nel frattempo, anche il tenente Ord ( Harry Carey Jr)  sta cercando Desmond, il quale fuggì da una prigione dell'Unione e portò con sé 20.000 dollari. La cognata di Desmond, Caroline (Mona Freeman) , vedova di guerra, rifiuta di collaborare col tenente e non fornisce informazioni sul colonnello, che per altro non ha mai incontrato non conoscendo quindi neanche il suo aspetto.
Carter  ci ripensa e si presenta a Coppertown per esibirsi con il suo spettacolo. Desidera aiutare in qualche modo gli ex soldati del sud, rifiutando però di qualificarsi come Desmond. Conosce  la proprietaria del saloon Lisa Roselle (Hedy Lamarr)  coinvolta anch'essa nella campagna contro i meridionali. Si avvicina a lei entrando per questo in contrasto col vicesceriffo Travis. Nel frattempo, le accuse esplicite di Bassett contro Travis e Balfour lo mettono in pericolo: lui e i suoi due figli infatti vengono uccisi a tradimento nel saloon. Alcuni sudisti lasciano Coppertown per paura, solo Roberts ha deciso di rimanere. Con l'aiuto di Carter, pianifica un percorso sicuro per il prossimo viaggio del suo rame verso la fonderia.
Travis ordina a Lisa di distrarre Carter e di assicurarsi che non partecipi alla spedizione in modo che lui e i suoi uomini possano attaccare i carri del minerale indisturbati. Carter però si disimpegna da Lisa e riesce a sventare l'agguato al convoglio. Lisa intanto capisce di essere innamorata di Carter, anche se quest'ultimo dubita di lei. Ribellandosi  alla brutalità di Travis, ella interrompe i contatti con Henderson, l'intermediario del sindacato. La carovana di Roberts intanto arriva alla fonderia e vende il rame, ma  i proventi vengono rubati e Carter viene incolpato della rapina e imprigionato.
Nel frattempo Caroline e Ord si sono innamorati l'uno dell'altra, si recano da Carter e cercano di fargli ammettere di essere Desmond, così potrebbero consegnarlo alle autorità e proteggerlo da Travis. Carter rifiuta, spiegando che il denaro che presumibilmente ha rubato era in realtà suo. Carter vuole vedere Balfour. Con una citazione di Abraham Lincoln, riesce a convincerlo che la discriminazione operata nei confronti dei sudisti era moralmente sbagliata.
Quando Balfour viene brutalmente assassinato da Travis, i restanti minatori sudisti si rassegnano alle pretese di Henderson e accettano di vendere le loro proprietà. Carter viene liberato da Lisa e interviene in tempo per distruggere tutti gli atti di vendita. Travis è alle strette e fugge con i suoi uomini, ma viene inseguito  da Carter, ormai tornato alla propria identità di Desmond, e da due squadre di volontari. Nella lotta che segue, Carter uccide Travis, e i sudisti arrestano il resto della banda.
La pace è tornata a Coppertown. Caroline e Ord si fidanzano, Lisa e Carter si trasferiscono a San Francisco.

## Produzione
Il film, diretto da John Farrow su una sceneggiatura di Jonathan Latimer e un soggetto di Richard English, fu prodotto da Mel Epstein per la Paramount Pictures e girato a Vasquez Rocks (Vasquez Rocks Natural Area Park, Agua Dulce, California) e in Arizona (a Cathedral Rock, e nel Red Rock Crossing a Sedona) dal 14 aprile al giugno 1949.
Il brano "Copper Canyon" è stato scritto da Ray Evans e Jay Livingston.

## Distribuzione
Il film fu distribuito con il titolo Copper Canyon negli Stati Uniti nell'ottobre 1950 al cinema dalla Paramount Pictures.
Altre distribuzioni:
- in Australia il 22 settembre 1950
- in Svezia il 23 ottobre 1950 (Copper Canyon - farornas dal)
- in Cile nel 1951 (El placer de la venganza)
- in Belgio il 19 gennaio 1951 (De rode canyon) (Terre damnée)
- in Finlandia l'11 maggio 1951 (Miehet kuparilaaksossa)
- in Portogallo il 22 giugno 1951 (Duelo de Gigantes)
- in Danimarca il 20 luglio 1951 (Kobberdalen)
- in Germania Ovest il 17 agosto 1951 (Flammendes Tal)
- in Austria il 14 settembre 1951 (Flammendes Tal)
- in Francia il 15 febbraio 1952 (Terre damnée)
- in Giappone il 5 agosto 1953
- in Spagna il 9 aprile 1955 (El desfiladero del cobre)
- in Italia (Le frontiere dell'odio)
- in Brasile (O Vale da Ambição)
- in Grecia (Flogismeno farangi)
- in Italia (Le frontiere dell'odio)
- nei Paesi Bassi (Revolver vechters)

## Critica
Secondo il Morandini il film non apporta nulla di originale sebbene il giudizio globale non risulti negativo.
Bosley Crowthers del New York Times ha criticato i cliché stereotipati. A questo si aggiungerebbe la mancanza di umorismo da parte dello sceneggiatore e del regista. 